# Ummidia zilchi
Espèce
Ummidia zilchi est une espèce d'araignées mygalomorphes de la famille des Halonoproctidae.

## Distribution
Cette espèce se rencontre au Salvador, au Belize et au Mexique en Oaxaca,.

## Description
La carapace du mâle holotype mesure 5,8 mm de long sur 4,9 mm et l'abdomen 5,1 mm de long sur 3,5 mm.

## Étymologie
Cette espèce est nommée en l'honneur d'Adolf Zilch.

## Publication originale
- Kraus, 1955 : « Spinnen aus El Salvador (Arachnoidea, Araneae). » Abhandlungen der Senckenbergischen Naturforschenden Gesellschaft, vol. 493, p. 1-112.